# Vittorio Bragadin
Vittorio Bragadin (Treviso, 5 maggio 1920 – Malta, 5 novembre 1941) è stato un militare e aviatore italiano, decorato con la medaglia d'oro al valor militare alla memoria nel corso della seconda guerra mondiale.

## Biografia

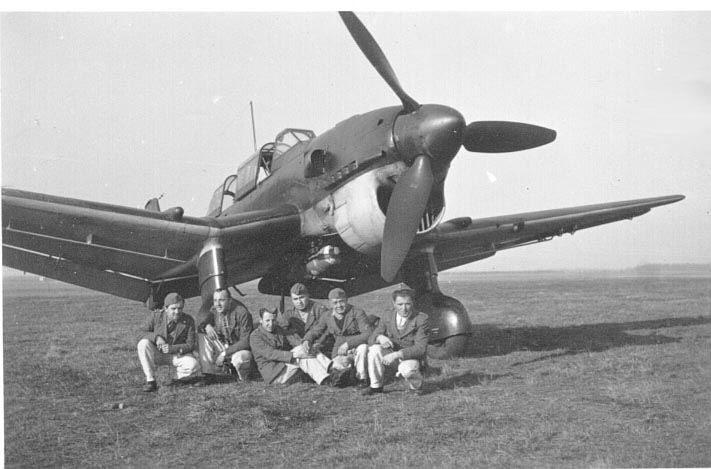
Uno Junkers Ju-87 della Regia Aeronautica.

Nacque a Treviso il 5 maggio 1920, all'interno di una antica famiglia nobiliare veneta. Interruppe gli studi a Venezia per arruolarsi nella Regia Aeronautica. 
Già in possesso del brevetto di pilota d'aeroplano, fu nominato sergente e inviato a frequentare la Scuola di pilotaggio di Foggia. Nell'aprile 1939 ottenne il brevetto di pilota militare e, a giugno dello stesso anno, viene assegnato al 1º Stormo Caccia Terrestre di stanza sull' aeroporto di Campoformido. Assegnato poi al  54º Stormo Caccia Terrestre, dopo l'entrata in guerra del Regno d'Italia, avvenuta il 10 giugno 1940, partecipa alle operazioni sul fronte occidentale e poi sui cieli del Mar Mediterraneo. Dietro sua domanda fu trasferito al Nucleo addestramento al tiro in picchiata sul campo d'aviazione di Lonate Pozzolo, e poi assegnato alla neocostituita 239ª Squadriglia di Giuseppe Cenni equipaggiata con i cacciabombardieri Junkers Ju 87B-2 Picchiatello operando inizialmente sul fronte greco-albanese e poi sul Mediterraneo Centrale. Promosso sergente maggiore dal 1 novembre 1940, nell'aprile 1941 fu nominato sottotenente di complemento per meriti di guerra. Cadde in combattimento sul cielo di Malta il 5 novembre 1941, e per onorarne il coraggio fu decorato con la Medaglia d'oro al valor militare alla memoria.

### Fonti
1. ↑  Gruppo Medaglie d'Oro al Valor Militare 1965, p. 734.
2. 1 2  Ufficio Storico Stato Maggiore dell'Aeronautica 1969, p. 137.
3. 1 2 3 4 5 6  Combattenti Liberazione.
4. ↑   Sito web del Quirinale: dettaglio decorato, su quirinale.it. URL consultato il 13 dicembre 2020.
5. ↑  Bollettino Ufficiale 1943, disp.2 pag.86 e disp.11 pag.689.
6. ↑  Bollettino Ufficiale 1941, disp.52ª, registrato alla Corte dei conti addì 16 giugno 1942, registro n.22 Aeronautica, foglio n.265.
7. ↑  Bollettino Ufficiale 1941, disp.45ª, registrato alla Corte dei conti addì 16 giugno 1942, registro n.22 Aeronautica, foglio n.364.
8. ↑  Bollettino Ufficiale 1941, supplemento 13, registrato alla Corte dei conti addì 18 gennaio 1942, registro n.15 Aeronautica, foglio n.11.